# Al-Najma
El Al-Najma es un equipo de fútbol de Baréin que juega en la Liga Premier de Baréin, la liga de fútbol más importante del país.
Fue fundado en el año 1943 en la capital Manama y nunca ha sido campeón de la Liga Premier, aunque sí ha ganado el torneo de copa en 2 ocasiones en 3 finales jugadas, 2 supercopas y ha sido finalista de la Copa FA en 2 ocasiones y 1 final de la Corona del Príncipe.
A nivel internacional ha participado en 1 torneo continental, en la Copa de la AFC del año 2008, donde fue eliminado en la fase de grupos por el Al-Nahda FC de Omán, el Shabab Al-Ordon de Jordania y el Al Sha'ab Hadramaut de Yemen.

## Palmarés
- Copa del Rey de Baréin: 2

2006, 2007
- Super Copa de Baréin: 2

2007, 2008
- Copa FA de Baréin: 0
  - Finalista: 2

2007, 2009
- Copa de la Corona del Príncipe: 0
  - Finalista: 1

2007

## Participación en competiciones de la AFC
- Copa de la AFC: 1 aparición

2008 - Fase de grupos

## Participación en competiciones de la UAFA
- Copa de Campeones del Golfo: 1 aparición

2008: Fase de grupos

## Jugadores destacados
- Edgar Pacheco
- Saleh Abdulhamid
- Alexander da Silva
- Abubakr Adam
- Abdulfatah Safi
- Ibrahim Abdul Razak
- Abdulaziz Qaed
- Talal Ahmed
- Salah Ablioni
- Olesheeh Badi
- Alasad Aldride